# Erdnetz
Ein Erdnetz ist ein Erdungssystem aus vielen im Boden verlegten Metallbändern, das zur niederohmigen Erdung einer vertikalen Sendeantenne dient. Das ist insbesondere bei T-Antennen und selbststrahlenden Sendemasten im Längst-, Lang- und Mittelwellenbereich notwendig, bei denen so die erforderliche zweite Dipolhälfte ersetzt wird. Ausschlaggebend ist ein möglichst geringer Erdungswiderstand von wenigen Ohm, der die Fußpunktimpedanz eines Viertelwellenstrahlers von nur 36 Ω deutlich unterschreitet.

## Allgemeines

Das Erdnetz muss den Strom aufnehmen können, der eigentlich in die untere (vergrabene) Dipolhälfte fließen würde.

Der vom Sender gelieferte Antennenstrom I pendelt im Rhythmus der Sendefrequenz zwischen Erdungsnetz und Antenne, weshalb das Erdnetz auch als „Gegengewicht“ bezeichnet wird. Der gesamte Belastungswiderstand des Senders ist
{\displaystyle R_{\text{Last}}=R_{\text{Erdnetz}}+R_{\text{Antenne}}}
Die jeweiligen Leistungen errechnen sich zu
{\displaystyle P_{\text{Antenne}}=I^{2}\cdot R_{\text{Antenne}}}
{\displaystyle P_{\text{Erdnetz}}=I^{2}\cdot R_{\text{Erdnetz}}}
Will man also möglichst viel Leistung abstrahlen und das Erdreich nur wenig erwärmen, so muss der Erdungswiderstand RErdnetz so gering wie möglich sein.
Ein Erdnetz besteht aus mehreren Bändern, deren Längen mindestens der Höhe der Sendeantenne entsprechen, meist aber ein Viertel der Wellenlänge der abzustrahlenden Frequenz beträgt. In Arealen mit schlechter Bodenleitfähigkeit wurden auch schon Erdnetze gebaut, deren Länge das 1,5fache der abzustrahlenden Wellenlänge übersteigt.
Die Erdbänder aus verzinktem Stahl werden in geringer Tiefe (bis zu 50 Zentimeter) vergraben. Ist ein Vergraben in felsigem Boden unmöglich, so werden sie ggf. auf kleinen Masten oberirdisch verlegt. Speziell in diesem Fall spricht man dann auch von „Radials“. Die Bänder eines Erdnetzes laufen radial (strahlenförmig) auf den Antennenträger zu. Sie sollen einander nicht überqueren.
Bei Sendeanlagen auf Schiffen und im Meer verankerten Plattformen ist eine gute Erdung durch das elektrisch leitfähige Meerwasser über den Schiffsrumpf gewährleistet. In diesen Fällen ist kein ausgedehntes Erdnetz vonnöten.